# ゴカイ
ゴカイ（沙蚕、英: Ragworm）は、環形動物門多毛綱に属する動物の一種、Hediste japonicaの和名であったが、近年の研究で近縁な複数の種の複合体であることが判明し、ヤマトカワゴカイ（Hediste diadroma）、ヒメヤマトカワゴカイ（H. atoka）、アリアケカワゴカイ（H.japonica）の3種に分割されている。このため、ゴカイという単一種としての和名は分割後消滅した。
ゴカイに似た形状の多毛類はとくに区別されることなくゴカイ、ゴカイ類と呼ばれることが多い。
主に釣り餌として使用される。